# 卡羅琳·馬爾羅尼
卡羅琳·安妮·马尔罗尼·拉普汉姆 KC MPP（1974年6月11日—），加拿大女商人、法学家、律师和政治人物，現任安大略省財政委員會主席和法語事務部廳長，2018年起代表安大略進步保守黨担任约克—閃高选区省议员。她是加拿大前总理布赖恩·马尔罗尼的女儿。

## 早年生活和教育

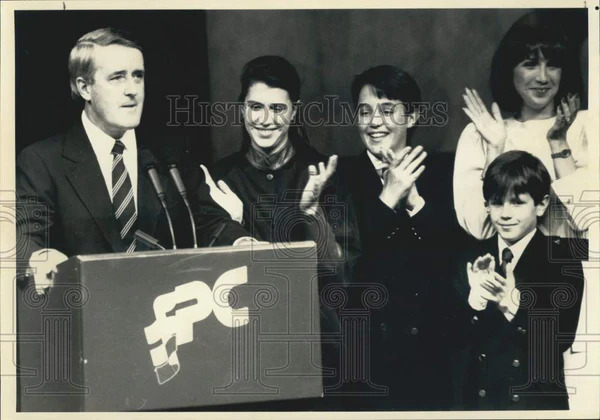
1988年马尔罗尼（左二）和她的父親加拿大總理布赖恩·马尔罗尼

马尔罗尼出生于加拿大蒙特利尔，她是加拿大前总理布赖恩·马尔罗尼与妻子米拉的四个孩子中的长女，也是他们唯一的女儿。她的一个弟弟是前CTV新聞台Your Morning节目主持人本·马尔罗尼。1983年，在她九岁生日那年，她的父亲赢得了1983年進步保守黨黨魁選舉。她的外祖父Dimitrije Pivnički，是一位蒙特利尔精神病学家，她的患者包括玛格丽特·特鲁多。从10岁到19岁，她住在渥太华苏塞克斯路24号，也就是總理官邸，并就读于渥太华克劳德尔中学。她的父亲在他的传记中说，他相信她“在心态上”与他最相似。他在接受《新闻报》采访时还提到，她最有可能追随他的脚步，而他“不想成为与她竞争的候选人”。
马尔罗尼拥有哈佛大学政府学学士学位和纽约大学法学院法学博士学位。在法学院就读期间，她对公益法产生了兴趣，并在纽约州州检察长办公室实习
马尔罗尼能说流利的法语、英语和西班牙语。

## 职业
大学毕业后，马尔罗尼在贝尔斯登公司担任金融分析师。她曾短暂在谢尔曼·思特灵律师事务所担任律师和合伙人，负责薪酬、公司治理和《雇员退休收入保障法》 (ERISA)小组的工作。她还曾担任纽约大学法律与商业中心副主任。 2002年7月29日，马尔罗尼取得纽约州律师资格。2017年9月29日，马尔罗尼的律师执照失效后，恢复了美国律师资格。
2011年，她和她的三个嫂子杰西卡·马尔罗尼、凡妮莎·马尔罗尼和凯蒂·马尔罗尼共同创立了鞋盒計劃，这是一个非盈利组织，为住在庇护所的妇女提供洗漱用品。2015年，她成为儿童在线报纸网站GoGoNews的博主。此外，她还担任多倫多病童醫院董事会成员、加拿大国家戏剧学校校长以及弗雷泽研究所董事会成员。2015 年，马尔罗尼成为多伦多投资咨询公司BloombergSen的副总裁，直至2017年8月2日宣布参选后休假。
2014年7月30日，交通部长丽莎·雷特任命马尔罗尼为温莎-底特律大桥管理局董事会成员，该机构负责监督横跨底特律河的第二座大桥，该大桥连接安大略省温莎市和密歇根州底特律市。该机构将负责监督这座耗资40亿元的新大桥的建设以及大桥竣工后的管理，包括制定大桥通行费。

### 对政治生涯的猜测
2015年12月12日，《多伦多太阳报》刊登了一篇关于马尔罗尼的个人简介，记者克里斯蒂娜·布利扎德在文章中猜测，繼承了她父亲聯邦進步保守黨的聯邦保守党是否会选择她作为新黨魁，与现任聯邦自由黨总理賈斯汀·杜魯多（她父亲的老对手皮耶·杜魯多的儿子）正面交锋。布利扎德引用了一位不愿透露姓名的“保守党内部人士”对马尔罗尼的表现的评价，当时马尔罗尼在2009年庆祝她父亲执政25周年的活动中担任惊喜主旨发言人。这位匿名人士表示：“在未来的选举中，她肯定有足够的智慧和魅力抵消现任总理的影响力。”布莱扎德认为，她缺乏政治经验是一种优势，因为她“不会犯史蒂芬·哈珀政府犯下的任何错误”。前保守党总理哈珀通讯主管安德鲁·麦克杜格尔（Andrew MacDougall）指出，“保守党——无论是省级还是联邦的——多年来一直梦想马尔罗尼成为候选人，这是有原因的”，因为“她是保守党最接近王室的人”。

## 进入政界
時任安大略進步保守黨黨魁彭建邦在帮助马尔罗尼的慈善机构筹集捐款时结识了她，随后招募她作为進步保守党的候选人。2017年8月2日，马尔罗尼发布视频宣布她将在2018年安大略省大选约克—閃高选区争取安省进步保守党提名，并在视频中表示安大略自由黨省政府需要“让路”，妥善管理税收，并关注生活成本能力。她解释说，之所以选择马尔罗尼作为自己的政名，是因为“马尔罗尼·拉帕姆”太长，而她之所以没有以卡罗琳·拉帕姆这个名字参选，是因为“无论我做什么，人们总是叫我卡罗琳·马尔罗尼。” 2017年9月10日，马尔罗尼被推选为约克—閃高進步保守黨候选人。她的父亲此前曾透露，她曾就从政问题咨询过他，并且为了更靠近家人，她决定进入省级政坛而不是联邦政坛。

### 2018年安大略省保守党黨魁选举

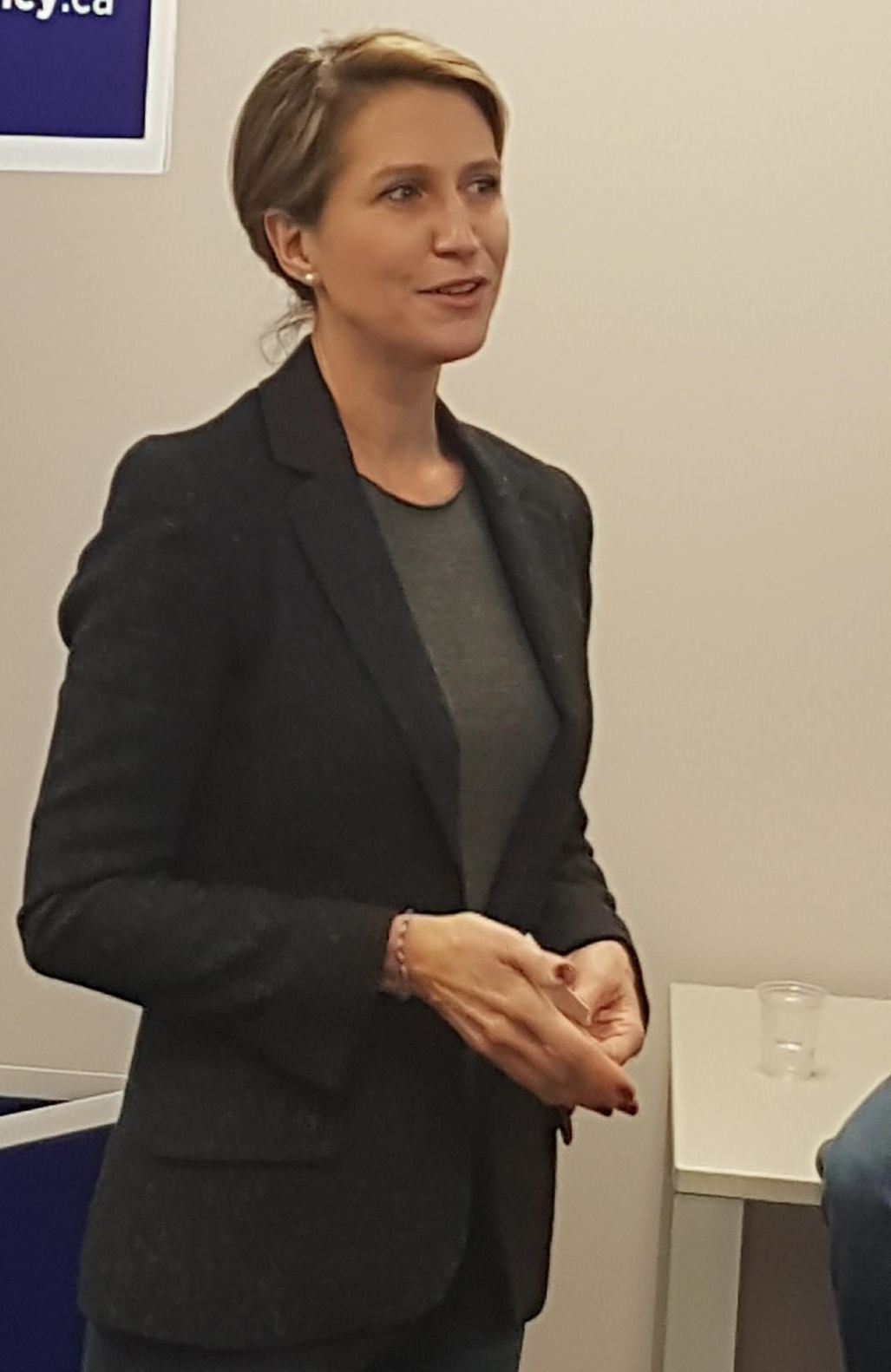
马尔罗尼出席2018年的安大略省保守党黨魁选举竞选活动

2018年1月25日，安大略進步保守黨黨魁彭建邦因性侵指控突然辞职後，马尔罗尼被認为是可能的继任者。
2018年2月4日，她宣布竞选2018年安大略省保守党黨魁选举。马尔罗尼在联邦保守党黨团中拥有10名議員的支持。她的竞选副主席是德里克·范斯通 (Derek Vanstone)，他曾是史蒂芬·哈珀的副幕僚长和前加拿大航空公司高管。
马尔罗尼阵营的两名工作人员在单独谈话中私下向CBC新闻承认，她并没有处于领先地位，而两名曾经支持马尔罗尼的加拿大眾议院保守黨议员保罗·卡兰德拉和帕姆·吉尔则转而支持葉麗雅。
在2018年3月10日举行的黨魁选举中，马尔罗尼位居第三，落后于道格·福特和葉麗雅，并在第二轮投票后被淘汰。

### 安大略省议会
在2018年省选中，马尔罗尼当选为约克—閃高选区的省议员。 2018年6月29日，安大略省省长福特任命马尔罗尼为安大略省律政廳長，并任命他为安大略省行政委员会的法语事务廳長。在担任法语事务廳長期间，马尔罗尼在创建安省法文大學中发挥了关键作用，该大学是安大略省第一所由法语人士管理，并招收法语学生的大学。马尔罗尼还推动了安大略省《法语服务法》的现代化和35年来首次更新。
马尔罗尼投票支持福特政府于2018年9月提出的提议，即援引《加拿大权利和自由宪章》第33条（通常称为“但書条款”），推翻法官的裁决，即旨在缩小多伦多市议会规模的立法实际上违反了宪章权利。由于担任这一职位，她面临宪法专家和各党派政客的广泛谴责，尤其是对她作为律政廳長确保司法程序的职责。
2019年4月，马尔罗尼作为安省律政廳長，全面实施了福特政府在司法方面的预算紧缩措施。其中包括削减安大略省法律援助署1.33亿元，比安大略省低收入公民获得基本司法服务的预计4.56亿元省级拨款削减了30%以上。据倡导者称，削减的主要是为最弱势群体服务的社区法律诊所。
2019年，马尔罗尼出任交通廳長，同时保留法语事务廳長一职。马尔罗尼在2022年安大略省大选中以约57%的得票率再次連任。

## 个人生活
马尔罗尼和她的丈夫一直居住在美国直到2005年。2004年10月30日，她生下了他们的第一个孩子，当时她还住在纽约。 2005年，她和家人搬回多伦多。她有两个女儿和两个儿子。